# لا يمكن تعقبها
لا يمكن تعقبها (بالإنجليزية: Untraceable)‏ هو فيلم إثارة تم إنتاجه في الولايات المتحدة سنة 2008.

## بطولة
- ديان لين
- كولن هانكس
- بيلي بيرك
- كريستوفر كوزينز
- جيسي تايلر فيرغسون

## القصة
جنيفير مارش (ديان لين) هي عميله استخبارات تعمل في مكتب التحقيقات الفيدرالية وتتخصص في جرائم الإنترنت.تكتشف جينيفر موقعا إلكترونيا غريبا يقوم بعرض بث حي ومباشر لجرائم تتم بشكل مباشر من خلال الإنترنت؛ حيث يقوم القاتل بخطف ضحاياه وتعذيبهم ثم يقوم ببث عملية التعذيب على الإنترنت ليتمكن زوار الموقع من مشاهدة العملية بالكامل من خلال الإنترنت.تحاول جنيفر الوصول لهذا القاتل الغريب قبل ازدياد عدد الضحايا، في الوقت الذي يتصاعد فيه بالفعل عدد ضحايا المجرم وطرق تعذيبه القاسية لهم كلما زاد عدد زوار الموقع.

## الميزانية والإيرادات
بلغت تكلفة إنتاج الفيلم حوالي 35 مليون دولار بينما حقق أرباحا تقدر بـ 52,659,594 دولار.

### ردود النقاد
تلقى الفيلم مراجعات سيئة من مختلف النقاد حيث حصل على نسبة 16% على موقع الطماطم الفاسدة بناءً على 146 مراجعة.

## وصلات خارجية
- لا يمكن تعقبها على موقع IMDb (الإنجليزية)
- لا يمكن تعقبها على موقع ميتاكريتيك (الإنجليزية)
- لا يمكن تعقبها على موقع روتن توميتوز (الإنجليزية)
- لا يمكن تعقبها على موقع نتفليكس (الإنجليزية)
- لا يمكن تعقبها على موقع قاعدة بيانات الأفلام العربية
- لا يمكن تعقبها على موقع ألو سيني (الفرنسية)
- لا يمكن تعقبها على موقع Turner Classic Movies (الإنجليزية)
- لا يمكن تعقبها على موقع أول موفي (الإنجليزية)
- لا يمكن تعقبها على موقع بوكس أوفيس موجو (الإنجليزية)
- لا يمكن تعقبها على موقع فيلمافينيتي (الإسبانية)